# Mansur Mahdizade
Mansur Sawadabadi Mahdizade (pers. منصور سوادآبادی مهدی‌زاده; ur. 14 sierpnia 1938 w Teheranie) – irański zapaśnik walczący w stylu wolnym. Trzykrotny olimpijczyk. Czwarty w Tokio 1964; dwunasty w Rzymie 1960 i odpadł w eliminacjach w Meksyku 1968. Walczył w kategorii 79 – 87 kg.
Czterokrotny medalista mistrzostw świata w latach 1961 – 1965. Triumfator igrzysk azjatyckich w 1966 roku.